# Kjetil Knutsen
Kjetil Knutsen (Arna, 2 ottobre 1968) è un allenatore di calcio norvegese, tecnico del Bodø/Glimt.

## Carriera
Knutsen ha iniziato la sua carriera da allenatore al TIL Hovding, club con sede a Bergen. Nel 1995 è stato nominato allenatore delle giovanili e, dopo un breve periodo, è stato promosso a tecnico della prima squadra. Ha guidato la squadra dalla 4. divisjon fino alla promozione in 2. divisjon ottenuta nell'ottobre 2002. Al termine della stagione 2004, dopo nove anni alla guida del club, ha lasciato l'incarico di capo allenatore.
Nel 2005 è stato assunto dal Brann come coordinatore, mentre nel dicembre dello stesso anno è stato nominato responsabile dello sviluppo dei giocatori. All'inizio del 2009 ha lasciato il club in seguito a una riorganizzazione dello staff tecnico.
Nell'agosto 2009 è stato nominato allenatore principale del Fyllingen, club militante in 2. divisjon. Nel 2012, in seguito alla fusione tra Fyllingen e Løv-Ham, è stato scelto come allenatore principale della nuova società FK Fyllingsdalen. La sua squadra ha concluso al secondo posto nel 2012 e al quarto posto nel 2013, stagione al termine della quale è stato sollevato dall'incarico.
In vista dell'annata 2014 è stato nominato capo allenatore dell'Åsane, altro club di 2. divisjon. Nella sua prima stagione presso la nuova società, Knutsen ha ottenuto la promozione in 1. divisjon. Nelle due stagioni successive ha condotto la squadra all'undicesimo posto nel 2015 e al decimo posto nel 2016. Nonostante i buoni risultati sportivi, considerati i migliori nella storia del club, la dirigenza ha scelto di non confermarlo per la stagione successiva. La decisione è stata fortemente criticata da Knutsen, che ha ricevuto il sostegno della maggior parte della squadra e del suo staff tecnico, che ha rassegnato le dimissioni in segno di solidarietà. Knutsen ha successivamente dichiarato che la decisione della dirigenza fosse legata a contrasti con il dirigente Roald Bruun-Hanssen, accusandolo di averlo allontanato per divergenze legate alla gestione sportiva, in particolare per il mancato impiego in prima squadra del figlio dello stesso Bruun-Hanssen. Secondo Knutsen, la dirigenza aveva firmato un contratto con il giocatore senza consultarlo. Il dirigente ha respinto le accuse.
Nel gennaio 2017 Knutsen è stato ingaggiato come assistente di Aasmund Bjørkan al Bodø/Glimt, squadra che in quel momento militava nella seconda serie nazionale. Dopo la promozione ottenuta al termine della stagione 2017, Knutsen è stato promosso a capo allenatore mentre Bjørkan è diventato direttore sportivo. Alla sua prima stagione da capo allenatore in Eliteserien, nel 2018, ha condotto la squadra neopromossa all'undicesimo posto.
Nell'Eliteserien 2019, nonostante le basse aspettative e i pronostici che vedevano la squadra in fondo alla classifica con l'obiettivo di evitare la retrocessione, ha portato il Bodø/Glimt al secondo posto, un piazzamento che i gialloneri non raggiungevano dal 2003. Per questo risultato Knutsen è stato nominato allenatore dell'anno di quell'edizione dell'Eliteserien.
Nella stagione 2020, nonostante la partenza di alcuni giocatori chiave, ha guidato il Bodø/Glimt al primo titolo nazionale della sua storia, primo club della Norvegia del Nord a vincere il campionato. La squadra, che ha chiuso con 19 punti di vantaggio sulla seconda classificata, ha infranto diversi record, tra cui il maggior numero di punti, il margine di vittoria più ampio sulla seconda in classifica, il maggior numero di vittorie e il maggior numero di gol segnati in una singola stagione di Eliteserien. Knutsen è stato nuovamente nominato allenatore dell'anno.
Nel 2021 ha guidato il Bodø/Glimt al secondo titolo consecutivo, rendendo i gialloneri la sesta squadra nella storia del campionato norvegese a vincere due titoli consecutivi. Nello stesso anno ha portato la squadra alla prima partecipazione a una fase a gironi di una competizione europea, la UEFA Europa Conference League 2021-2022, durante la quale il Bodø/Glimt ha ottenuto una storica vittoria per 6-1 contro la Roma di José Mourinho, per poi arrivare a eliminare il Celtic agli spareggi con una doppia vittoria, raggiungendo così gli ottavi di finale. Nonostante l'eliminazione dalla coppa al turno successivo, per mano degli stessi giallorossi poi vincitori della finale, per il terzo anno consecutivo Knutsen è stato premiato come allenatore dell'anno in Eliteserien. Nel dicembre 2021 ha firmato un nuovo contratto triennale.
Dopo il secondo posto nell'Eliteserien 2022, il club è tornato a laurearsi campione di Norvegia sia nel 2023 sia nel 2024, conquistando così tre titoli nazionali nel giro di quattro anni. Nel frattempo, nel marzo 2024 aveva rinnovato per altre due stagioni.

## Statistiche

### Statistiche da allenatore
Statistiche aggiornate all'8 maggio 2025. In grassetto le competizioni vinte.
| Stagione          | Squadra           | Campionato        | Campionato | Campionato | Campionato | Campionato | Coppe nazionali | Coppe nazionali | Coppe nazionali | Coppe nazionali | Coppe nazionali | Coppe continentali | Coppe continentali | Coppe continentali | Coppe continentali | Coppe continentali | Altre coppe | Altre coppe | Altre coppe | Altre coppe | Altre coppe | Totale | Totale | Totale | Totale | % Vittorie | Piazzamento |
| Stagione          | Squadra           | Comp              | G          | V          | N          | P          | Comp            | G               | V               | N               | P               | Comp               | G                  | V                  | N                  | P                  | Comp        | G           | V           | N           | P           | G      | V      | N      | P      | %          | Piazzamento |
| ----------------- | ----------------- | ----------------- | ---------- | ---------- | ---------- | ---------- | --------------- | --------------- | --------------- | --------------- | --------------- | ------------------ | ------------------ | ------------------ | ------------------ | ------------------ | ----------- | ----------- | ----------- | ----------- | ----------- | ------ | ------ | ------ | ------ | ---------- | ----------- |
| 2015              | Åsane             | 1.D               | 30         | 8          | 11         | 11         | CN              | 4               | 3               | 0               | 1               | -                  | -                  | -                  | -                  | -                  | -           | -           | -           | -           | -           | 34     | 11     | 11     | 12     | 32,35      | 11º         |
| 2016              | Åsane             | 1.D               | 30         | 10         | 8          | 12         | CN              | 3               | 2               | 0               | 1               | -                  | -                  | -                  | -                  | -                  | -           | -           | -           | -           | -           | 33     | 12     | 8      | 13     | 36,36      | 10º         |
| Totale Åsane      | Totale Åsane      | Totale Åsane      | 60         | 18         | 19         | 23         |                 | 7               | 5               | 0               | 2               |                    | -                  | -                  | -                  | -                  |             | -           | -           | -           | -           | 67     | 23     | 19     | 25     | 34,33      |             |
| 2018              | Bodø/Glimt        | ES                | 30         | 6          | 14         | 10         | CN              | 5               | 3               | 1               | 1               | -                  | -                  | -                  | -                  | -                  | -           | -           | -           | -           | -           | 35     | 9      | 15     | 11     | 25,71      | 11º         |
| 2019              | Bodø/Glimt        | ES                | 30         | 15         | 9          | 6          | CN              | 2               | 1               | 0               | 1               | -                  | -                  | -                  | -                  | -                  | -           | -           | -           | -           | -           | 32     | 16     | 9      | 7      | 50,00      | 2º          |
| 2020              | Bodø/Glimt        | ES                | 30         | 26         | 3          | 1          | -               | -               | -               | -               | -               | UEL                | 3                  | 2                  | 0                  | 1                  | -           | -           | -           | -           | -           | 33     | 28     | 3      | 2      | 84,85      | 1º          |
| 2021              | Bodø/Glimt        | ES                | 30         | 18         | 9          | 3          | CN              | 7               | 6               | 0               | 1               | UCL+UECL           | 2+18               | 0+11               | 0+5                | 2+2                | -           | -           | -           | -           | -           | 57     | 35     | 14     | 8      | 61,40      | 1º          |
| 2022              | Bodø/Glimt        | ES                | 30         | 18         | 6          | 6          | CN              | 6               | 5               | 0               | 1               | UCL+UEL+UECL       | 8+6+2              | 4+1+0              | 1+1+1              | 3+4+1              | -           | -           | -           | -           | -           | 52     | 28     | 9      | 15     | 53,85      | 2º          |
| 2023              | Bodø/Glimt        | ES                | 30         | 22         | 4          | 4          | CN              | 7               | 6               | 0               | 1               | UECL               | 14                 | 8                  | 3                  | 3                  | -           | -           | -           | -           | -           | 51     | 36     | 7      | 8      | 70,59      | 1º          |
| 2024              | Bodø/Glimt        | ES                | 30         | 18         | 8          | 4          | CN              | 3               | 2               | 0               | 1               | UCL+UEL            | 6+16               | 5+7                | 0+2                | 1+7                | -           | -           | -           | -           | -           | 55     | 32     | 10     | 13     | 58,18      | 1º          |
| 2025              | Bodø/Glimt        | ES                | 4          | 3          | 1          | 0          | CN              | 2               | 2               | 0               | 0               | UCL                | 0                  | 0                  | 0                  | 0                  | -           | -           | -           | -           | -           | 6      | 5      | 1      | 0      | 83,33      | in corso    |
| Totale Bodø/Glimt | Totale Bodø/Glimt | Totale Bodø/Glimt | 214        | 126        | 54         | 34         |                 | 32              | 25              | 1               | 6               |                    | 75                 | 38                 | 13                 | 24                 |             | -           | -           | -           | -           | 321    | 189    | 68     | 64     | 58,88      |             |
| Totale Carriera   | Totale Carriera   | Totale Carriera   | 274        | 144        | 73         | 57         |                 | 39              | 30              | 1               | 8               |                    | 75                 | 38                 | 13                 | 24                 |             | -           | -           | -           | -           | 388    | 212    | 87     | 89     | 54,64      |             |

## Palmarès

### Allenatore

#### Club
- Campionato norvegese: 4

Bodø/Glimt: 2020, 2021, 2023, 2024

#### Individuale
- Allenatore dell'anno dell'Elitserien: 3

2019, 2020, 2021